# Chalodeta panurga
Chalodeta panurga is een vlindersoort uit de familie van de prachtvlinders (Riodinidae), onderfamilie Riodininae.
Chalodeta panurga werd in 1910 beschreven door Stichel.